# حصار طبرمين (962)
كان حصار طبرمين عام 962 حصارًا ناجحًا قام به حكام صقلية الفاطميين للقلعة البيزنطية الرئيسية في الجزيرة، طبرمين.

## الحصار
قاد الحصار أبناء العمومة الكلبيين أحمد بن الحسن الكلبي والحسن بن عمار واستمر لمدة ثلاثين أسبوعًا، حتى سقطت المدينة في يوم عيد الميلاد عام 962. ذهب 1,570 من السكان (حوالي خمس السكان) كعبيد للخليفة الفاطمي المعز لدين الله؛ تم تغيير اسم البلدة إلى المعزية، وتم جلب المستوطنين المسلمين.

## ما بعد الحصار
تلاه الانتصارات الفاطمية في حصار روميتا ومعركة المضيق في 964–965، كان سقوط طبرمين بمثابة نهاية آخر موطئ قدم بيزنطي في صقلية، والانتهاء النهائي للفتح الإسلامي لصقلية. 